# Picea neoveitchii
Picea neoveitchii е вид растение от семейство Борови (Pinaceae). Видът е критично застрашен от изчезване.

## Разпространение
Разпространен е в Китай.